# جان آلبیون اندرو
جان آلبیون اندرو (John Albion Andrew) (زادهٔ ۳۱ مه ۱۸۱۸ – درگذشتهٔ ۳۰ اکتبر ۱۸۶۷)، وکیل و سیاستمدار آمریکایی اهل ماساچوست بود. وی در ۱۸۶۰ میلادی به عنوان ۲۵مین فرماندار ماساچوست انتخاب گردید، از ۱۸۶۱ – ۱۸۶۶ میلادی در این سمت خدمت نموده و تلاش‌های ایالت در جریان جنگ داخلی آمریکا (۱۸۶۱ – ۱۸۶۵ میلادی) را به‌سوی آرمان اتحادیه سوق داد. وی یکی از نیروهای هدایتگر پشت ایجاد برخی از نخستین واحدهای آفریقایی-آمریکایی در ارتش اتحادیه، از جمله در هنگ پیاده ۵۴ام ماساچوست بود.
اندرو که در کالج بودین تحصیل کرده بود، از اوان بسیار جوانی تمایلات ضد برده‌داری رادیکالی داشت و به دفاع حقوقی از بردگان پناهنده در مقابل مالکانی که خواستار بازگشت آنها بودند، می‌پرداخت. او از جان براون، پس از شبیخون ۱۸۵۹ وی به هارپرز فیری، ویرجینیا، حمایت حقوقی نمود، چیزی که باعث برجسته شدن شخصیت وی شده و راه وی را به‌سوی کرسی فرمانداری ماساچوست باز کرد. اندرو یک صدای سرسخت بود که از برخورد ۱۶مین رئیس‌جمهوری آمریکا آبراهام لینکلن نسبت به جنگ انتقاد می‌کرد و به‌خاطر لغو برده‌داری بر وی فشار می‌آورد. تا پایان جنگ، سیاست‌های وی تا حدی میانه‌رو شده بود و در نهایت از دستورالعمل بازسازی معاون رئیس‌جمهور سابق لینکلن، دموکرات دوران جنگ و حالا ۱۷مین رئیس‌جمهور آمریکا، اندرو جانسون، حمایت کرد.
در ماساچوست، اندرو با جنبش هیچ‌چیز دان در دهه ۱۸۵۰ میلادی و قوانین سخت‌گیرانه منع الکل ایالت مخالف بود و از انتقال مالکیت پروژه ساخت تونل هوساک به دولت نظارت کرد. در ۱۸۶۵ میلادی، وی قانونی را امضاء نمود که طبق آن پلیس ایالتی ماساچوست تشکیل گردید که در نوع خود نخستین نیروی پلیس ایالتی در سطح کشور بود. او به عمر ۴۹ سالگی بر اثر آپوپلکسی درگذشت.

## اوایل زندگی و حرفه
جان آلبیون اندرو در ۳۱ می ۱۸۱۸ در ویندهام (در شهر مِین امروزی که در آن زمان بخشی از ماساچوست بود) زاده شده و بزرگترین فرزند از چهار فرزند خانواده بود. پدر وی جاناتن اندرو که از نوادگان یکی از ساکنین اولیه باکسفورد، ماساچوست بود، مالک تجارت کوچک اما شکوفا در ویندهام بود. مادر وی نانسی گرین پیرس استاد آکادمی فرایبرگ بود. پنجمین پدربزرگ اندرو مهاجر اهل انگلستان به‌نام جورج اندرو بود که در ۱۶۳۷ میلادی در باکسفورد، ماساچوست ساکن شد. چهارمین پدربزرگ وی در ۱۶۳۸ میلادی در باکسفورد، ماساچوست به‌دنیا آمده و نخستین جد وی بود که در آمریکا زاده شده‌است.
اندرو آموزش‌های اولیه را نخست در خانه و پس از آن در چندین مدرسه شبانه-روزی کسب کرد. پس از مرگ مادرش در ۱۸۳۲ میلادی، وی در آکادمی گورهام واقع در نزدیکی گورهام، پذیرفته شد. در ایام نوجوانی، او استعداد ویژه‌ای هم در حفظ کردن و هم در سخنرانی عمومی از خود نشان داد، او موعظه‌های کلیسا را حفظ می‌کرد و دوباره آنها را با همان سبک سخنرانی که ایراد شده بودند، بازخوانی می‌کرد. زمانی که هنوز نوجوان بود، وی با نخستین نوشته‌های ضد-برده‌برداری از ویلیام لوید گریسون و دیگران آشنا شد. وی در ۱۸۳۳ میلادی وارد کالج بودین شد. هرچند وی کوشا و در میان سایر شاگردان معروف بود، اما از نظر آکادمیک درخشش چندانی نداشت و تقریباً در رده پایین کلاس خود قرار گرفت.
پس از فراغت از کالج در ۱۸۳۷ میلادی، اندرو برای آموزش حقوق تحت نظر هنری اچ. فولر به بوستون رفت و آنها باهم دوستان نزدیک شدند. وی در ۱۸۴۰ میلادی اجازه فعالیت در دادگاه‌های ماساچوست را دریافت نموده و کار خود در حوزه قضایی را آغاز کرد.

## دادخواه حقوقی و سیاسی ضد-برده‌داری
پس از دریافت اجازه فعالیت در دادگاه، اندرو به حزب ویگ ملحق شده و در جنبش ضد-برده‌داری فعال شد. به عنوان یک وفادار به حزب ویگ، وی با انتخاب «کاتان ویگ» رابرت چارلز وینتروپ در انتخابات ۱۸۴۶ کنگره مخالف نموده و از چارلز سامنر (به‌خاطر انتقاد وینتروپ) به عنوان یک نامزد مستقل حمایت کرد. وی عضو کمیته اجرائی نخستین کمیته حراست بوستون بود، سازمانی ضد-برده‌داری که در ۱۸۴۶ میلادی تأسیس گردیده و خود را وقف کمک به برده‌های فراری نموده بود. اندرو در ۱۸۴۸ میلادی در بنیان‌گذاری حزب خاک آزاد شرکت نمود، حزبی که هدف سیاسی اصلی آن پایان بخشیدن به گسترش برده‌داری به سرزمین‌های غرب بود. طرفداران حزب خاک آزاد، مارتین وان بورن را به عنوان نامزد ریاست جمهوری معرفی کردند؛ هرچند وی در انتخابات ریاست جمهوری در رده سوم قرار گرفت، اما این حزب تا حدی در سطح ایالت موفق بود و توانست چندین کرسی در مجلس قانون‌گذاری ایالتی و کنگره به‌دست بیاورد.
اندرو در ۱۸۴۷ میلادی زمانی که ۲۹ سال داشت و حرفه حقوقیش در حال پیشرفت بود، با الیزا جین هرسی در یک رویداد ضد-برده‌داری در هینگهام آشنا شد. آنها در همان سال باهم نامزد شده و در شام کریسمس در ۱۸۴۸ باهم ازدواج کردند. آنها چهار فرزند داشتند: جان فروستر (۱۸۵۰ میلادی)، الیزابت لورنگ (۱۸۵۲ میلادی)، ادیث (۱۸۵۴ میلادی) و هنری هرسی (۱۸۵۸ میلادی).
با تصویب قانون برده‌های فراری ۱۸۵۰ فدرال از سوی کنگره که مقامات تنفیذ قانون و شهروندان ایالت‌های آزاد و همچنین ایالت‌های که در آن برده‌داری مجاز بود را مکلف می‌نمود تا در بازگرداندن برده‌های فراری همکاری نمایند، به تعداد اعضای جدید کمیته حراست بوستون به مراتب افزوده شد. اندرو عضو یک کمیته-فرعی بود که مسئولیت آن فراهم نمودن دفاعیه حقوقی به افرادی بود که متهم به برده‌های فراری بودند. وی همچنین یکی از شرکت‌کنندگان مداوم در جلسات «باشگاه بیرد» بود، یک گروه سیاسی که توسط بازرگان فرانسیس بیرد ایجاد شده بود. اعضای این گروه به‌طور عمده شامل ویگ‌های-پیشین ضد-برده‌داری می‌شد که توسط ساموئل گریدلی هو به عنوان «جمهوری‌خواهان مستقیم و غیر-عملی» توصیف گردیدند. اعضای باشگاه بیرد تا دهه ۱۸۷۰ میلادی بر ساختار سیاسی ایالت تسلط یافته بودند. بجز فعالیت در این باشگاه، سایر فعالیت‌های سیاسی اندرو بسیار اندک بود، چون او خود را به حرفه حقوقی در حال پیشرفت و خانواده‌اش که در هینگهام ساکن بودند، وقف نموده بود. تا ۱۸۵۵ میلادی، پیشه حقوقی وی به اندازه کافی موفقیت‌آمیز بود و او توانست خانه‌ای در خیابان چارلز در بوستون خریداری کند.
در ۱۸۵۴ میلادی، اندرو در پرونده برده فراری انتونی برنز که در سطح کشور بسیار مشهور شده بود از نظر شخصی دخیل شد و از یکی از مردانی که به‌خاطر تلاش برای نجات برنز از کشتی که در آن نگهداری می‌گردید دستگیر شده بود، دفاع کرد. خشم ناشی از تصویب قانون کانزاس-نبراسکا در همان سال (که تصمیم محدودسازی توسعه برده‌داری تحت مصالحه مِیزوری ۱۸۲۰ را تغییر داد) باعث احیای مجدد جنبش خاک آزاد شد. وی باری از یک مرد فقیر دارای نژاد مختلط که متهم به قتل بود، به‌طور رایگان در دادگاه شهرستان نورفولک دفاع کرد.
اندرو به عنوان رئیس کمیتهٔ انتخاب گردید تا معرفی نامزدها در انتخابات ۱۸۵۴ را مدیریت نماید. این جلسه منتج به نخستین سازماندهی حزب جمهوری‌خواه در ماساچوست شد. فهرست نامزدهای حزب با فرار هنری ویلسون به جنبش هیچ‌چیز دان، جنبشی که در انتخابات آن سال تمامی کرسی‌ها را جارو کرد، باعث تضعیف این حزب گردید. جمهوری‌خواهان در ۱۸۵۵ میلادی مجدداً سازماندهی کردند، اما اندرو در فرایندهای حزبی که در نهایت منتج به انتخاب ناتانیل پرنتیس بانکس به عنوان نخستین فرماندار جمهوری‌خواه در ۱۸۵۷ میلادی شد، حضور نداشت. وی به فعالیت حقوقی خود برای منافع ضد-برده‌داری ادامه داد.

## کتابشناسی
- "John Albion Andrew". The Bay State Monthly. 3 (3). August 1885.
- Baum, Dale (1984). The Civil War Party System: The Case of Massachusetts, 1848–1876. Chapel Hill, NC: University of North Carolina Press. ISBN 978-0-8078-1588-5. OCLC 9970596.
- Campbell, Stanley (1970). The Slave Catchers: Enforcement of the Fugitive Slave Law, 1850–1860. Chapel Hill, NC: University of North Carolina Press. ISBN 978-1-4696-1007-8. OCLC 826853940.
- Cumbler, Jonathan (2008). From Abolition to Rights for All: The Making of a Reform Community in the Nineteenth Century. Philadelphia, PA: University of Pennsylvania Press. ISBN 978-0-8122-4026-9. OCLC 154800554.
- Donald, David (1960). Charles Sumner and the Coming of the Civil War. Chicago, IL: University of Chicago Press. ISBN 978-0-226-15633-0. OCLC 19357352.
- Duncan, Russell (1999). Where Death and Glory Meet: Colonel Robert Gould Shaw and the 54th Massachusetts Infantry. Athens, GA: University of Georgia Press. ISBN 978-0-8203-2136-3. OCLC 246304145.
- Earle, Jonathan (2005). Jacksonian Antislavery and the Politics of Free Soil, 1824–1854. Chapel Hill, NC: University of North Carolina Press. ISBN 978-0-8078-7577-3. OCLC 62144840.
- McKitrick, Eric L (1988) [1960]. Andrew Johnson and Reconstruction. New York: Oxford University Press. ISBN 978-0-19-505707-2. OCLC 18322276.
- Miller, Richard F (2005). Harvard's Civil War: A History of the Twentieth Massachusetts Volunteer Infantry. Hanover, NH: University Press of New England. ISBN 978-1-58465-505-3. OCLC 60515104.
- Mohr, James (1976). Radical Republicans in the North: State Politics During Reconstruction. Baltimore, MD: Johns Hopkins University Press. ISBN 978-0-8018-1774-8. OCLC 1959465.
- O'Connor, Thomas (1997). Civil War Boston. Boston: Northeastern University Press. ISBN 1-55553-318-3. OCLC 36900764.
- Pearson, Henry (1904). The Life of John A. Andrew. Cambridge, MA: Houghton, Mifflin. OCLC 1453615. (Volume 1, Volume 2)
- Reno, Conrad (1901). Memoirs of the Judiciary and the Bar, Volume 3. Boston: Century Memorial Publishing. OCLC 426554681.
- Sammarco, Anthony (May 12, 1995). "Andrew Square named after abolitionist "War Governor" John Andrew" (PDF). Dorchester Community News. Retrieved March 18, 2016.
- State Street Trust Company (1912). Forty of Boston's historic houses. Boston: State Street Trust Company. OCLC 2847254.
- Trent, James (2012). The Manliest Man: Samuel G. Howe and the Contours of Nineteenth-Century American Reform. Amherst, MA: University of Massachusetts Press. ISBN 978-1-55849-958-4. OCLC 768167116.
- Watson, Wilbur H (1999). Against the Odds: Blacks in the Profession of Medicine in the United States. New Brunswick, NJ: Transaction Publishers. p. 68. ISBN 978-0-585-32416-6. OCLC 45843812.
- Weber, Thomas (1999). The Northern Railroads in the Civil War, 1861–1865. Bloomington, IN: Indiana University Press. pp. 139–140. ISBN 978-0-253-21321-1. OCLC 40256053.
- Weigley, Russell (2000). A Great Civil War: A Military and Political History, 1861–1865. Bloomington, IN: Indiana University Press. ISBN 978-0-253-33738-2. OCLC 231855116.
- Wilson, J. G.; Fiske, J., eds. (1900). "Andrew, John Albion" . Appletons' Cyclopædia of American Biography. New York: D. Appleton.